# 砂マフィア
砂マフィア（Sand Mafia）とは、違法な砂の採掘や取引を行う、集団のこと。

## 概要
世界的な都市開発に伴い、コンクリート骨材として砂資源の需要が高まり、砂の闇市場が誕生しており、違法業者が暗躍している。砂の採取については国際条約がないことも、砂マフィア暗躍の原因とみられている。
夜の闇にまぎれて何人かで採掘禁止の川に潜り、素手で砂を集め荷車で運んで建設業者に売るような零細マフィアから、数百人規模の武装した大がかりな組織まで、規模は千差万別である。コンクリートの骨材としては、砂漠の砂の粒子は細かく丸みがありすぎ、海の砂は腐食性があることから、川の砂が適している。そこで主に川砂が採取されるが、それが原因で地形や生態系への影響が懸念されている。
砂マフィアが暗躍する代表的な国がインドである。巨大都市が爆発的に増加しているインドは、建設用骨材としての砂の消費量が中国に次ぐ世界第2位で、その量は2000年から2018年にかけて3倍になり、2020年には14億3000万トンになると推定されている。インドではすでに砂マフィアが社会問題化していて、2012年の高等裁判所判決では、中央政府が採掘の量や手段、採掘場所に規制をかけ、許可を得た業者のみに採掘権を与えることになった。許可なしに砂を採掘した場合の罰則は、懲役2年以下、または2万5000ルピー（約3万5000円）以下の罰金、あるいはその両方が課される。

## 背景
砂マフィアがはびこる背景には砂の需要高騰がある。2050年までに今より25億人も世界の都市人口は増加するとされており、そのうちの約90％がアジアとアフリカに集中すると予測されている。特にインド、中国、ナイジェリアで都市人口が著しく増加し、都市化が進むにつれ、ますます大量の砂が消費されていくと見られている。
建設ラッシュが続く中国は、年間約25億トンのコンクリートを消費しており、2011年から2014年だけで、中国は米国が20世紀の100年間で使用したよりも多くのコンクリートを消費している。その骨材となるのが砂であり、国内だけでなく近隣国から砂を輸入している。
シンガポールは世界最大の砂の輸入国で、近隣のアジア各国から砂を輸入して国土面積を25％拡張してきた。そのためインドネシアからは24の島が消えた。シンガポールの砂輸入は違法なものも多く、インドネシア、マレーシア、カンボジアなどの輸出国が現在は輸出を禁止している。そのためシンガポールは今、石油並みの戦略的資源として砂を国家備蓄している。
また、オーストラリアは埋め立てプロジェクトのためにアラブ諸国に大量の砂を輸出している。アラブ首長国連邦（UAE）は、国土の大半が砂漠であるにもかかわらず常に砂を必要としていて、2017年は120万トンを海外から輸入している。ハワイのワイキキビーチも、カナダから運ばれている砂で作られた人工の浜である。
世界的な建設ラッシュの他にも、米国のシェールガス開発も砂の需要増の原因のひとつとされる。シェールガスは、大量の水に砂を混ぜて岩を砕き、溜まっているガスや石油などを採掘する水圧破砕技術が使われる。シェールガスの約4割は米国に存在するため、米国内での砂需要が上昇している。